# Isaiah Thomas (éditeur)
Pour les articles homonymes, voir Thomas (nom de famille).
Cet article concerne l'éditeur. Pour le basketteur, voir Isaiah Thomas (basket-ball).
Isaiah Thomas (19 janvier 1749 - 4 avril 1831) est un éditeur de presse et un auteur américain. Il a effectué la première lecture publique de la Déclaration d'indépendance à Worcester Massachusetts, et a rapporté le premier compte rendu des batailles de Lexington et Concord. Il est le fondateur de l'American Antiquarian Society.

## Biographie
Thomas est né à Boston, dans le Massachusetts. Il est engagé comme apprenti en 1756 chez Zechariah Fowle, un imprimeur de Boston, puis il travaille comme imprimeur à Halifax, Portsmouth (New Hampshire ) et Charleston (Caroline du Sud). Il devient l'associé de Fowle en 1770.
Le partenariat a été formé pour publier le Massachusetts Spy (en), et a duré trois mois, après quoi Thomas a continué la publication seul. Pour la devise du journal, il a choisi « Open to all parties, but influenced by none ». Initialement, le journal paraît trois fois par semaine, puis est bihebdomadaire et, à partir de 1771, hebdomadaire. Le journal a rapidement épousé la cause whig et a fait l'objet d'efforts gouvernementaux pour le supprimer. En 1771 le gouverneur Thomas Hutchinson ordonne au procureur général de poursuivre Isaiah Thomas, mais le grand jury ne trouve pas de motif de mise en accusation.
À Boston, en 1774, Thomas publie le Royal American Magazine, qui est repris par Joseph Greenleaf, et qui contenait de nombreuses gravures de Paul Revere.
Conscient du ressentiment grandissant des conservateurs à l'égard de l'indépendance du Spy, le 16 avril 1775 (trois jours avant la bataille de Concord, à laquelle il participe), Thomas enlève ses presses de Boston et les installe à Worcester. Ses autres biens sont détruits. À Worcester, il publie et vend des livres, construit un moulin à papier  et une entreprise de reliure, et édite le journal jusqu'en 1802, à l'exception des années 1776-1778 et en 1786-1788. Le Spy soutient George Washington et le parti fédéraliste. Thomas est également maître de poste pendant un certain temps.
Thomas épouse Mary Fowle, le 26 mai 1779. Vers 1802, Thomas laisse ses affaires de Worcester à son fils, y compris le contrôle du Spy.
De 1775 à 1803, Thomas publie le New England Almanac, continué jusqu'en 1819 par son fils, Isaiah Thomas Jr. En 1786, il achète la première police de musique importée aux États-Unis et il a été le premier imprimeur américain à l'utiliser. Il est engagé à Walpole, dans le New Hampshire dans l'édition et l'impression de livres au Farmer's Museum, et en 1788, il ouvre une librairie à Boston sous le nom de société « Thomas and Andrews », établissant également des succursales de son entreprise d'édition dans plusieurs régions des États-Unis. Sa société publie Massachusetts Magazine , avec Ebenezer T. Andrews, en huit volumes, de 1789 à 1796. À Worcester, il imprime une édition folio de la Bible en 1791, les Psaumes et Hymnes d'Watts, et la plupart des Bibles et manuels scolaires utilisés aux États-Unis à cette date.
Son ambition tout au long de sa vie a été d'écrire un livre complet sur l'histoire de l'édition. Il a commencé ce qui allait devenir l'History of Printing in America en 1808, elle est publiée en deux volumes en 1810. Une deuxième édition, publiée en 1874, est réalisée par son petit-fils Benjamin Franklin Thomas et comprend un catalogue des publications américaines antérieures à 1776 et un essai d'Isaïe Thomas.
En novembre 1812, Thomas fonde l'American Society of Antiquaries, devenue l'American Antiquarian Society, en partie pour s'occuper de la vaste bibliothèque qu'il avait accumulée en préparant son histoire de l'édition. Lors de la première réunion de la société, Thomas en est élu président, rôle qu'il conserve jusqu'à sa mort. En plus de près de 8 000 volumes de sa collection, il a donné à sa bibliothèque des tracts et l'un des plus précieux fichiers de journaux du pays, et il lègue un terrain, une salle, et 24 000 $ pour son entretien
Thomas finit sa vie à Worcester. À sa mort en 1831, il lègue toute sa bibliothèque, sa collection de premiers journaux américains, ainsi que ses papiers et archives personnels à l'American Antiquarian Society.
Thomas est enterré au Rural Cemetery de Worcester.

## Hommages
Son petit-fils, le politicien Benjamin Thomas, a souligné l'importance de son grand-père dans la fondation de l'American Antiquarian Society : « Il a vu et compris, mieux que personne, de quelles sources infiniment variées et minuscules l'histoire de la vie d'une nation devait être tirée ; que la seule règle sûre était de rassembler tous les fragments afin que rien ne soit perdu » En 1943, Publishers Weekly crée le Carey-Thomas Award pour l'édition créative, le nommant en l'honneur de Mathew Carey et Isaiah Thomas.